# Astérix et le Pouvoir des dieux
Astérix et le Pouvoir des dieux est un jeu vidéo de plates-formes sorti en 1995 sur Mega Drive. Le jeu a été développé par Core Design et édité par Sega,,,,.

## Histoire
Vercingétorix remet la Gaule à César et laisse ses armes derrière lui dont son bouclier. Un Romain curieux s'empare de son bouclier qui est échangé/volé/vendu dans l'oubli. Abraracourcix envoye Astérix et Obélix récupérer le bouclier avant que César lui-même ne s'en empare (c'est une adaptation du Tome Le Bouclier arverne).

## Musiques
Tout au long du jeu, les thèmes des niveaux revisitent des grandes symphonies de la musique classique. Voici une liste non exhaustive :
- Sarabande de la 3e suite pour orchestre en ré majeur de Jean-Sébastien Bach
- Menuet de Jean-Sébastien Bach
- Marche du toréador, extraite de Carmen de Georges Bizet
- Danse hongroise no 5  de Johannes Brahms
- Danse d'Anitra, extraite de Peer Gynt de Edvard Grieg
- La Danse du sabre de Aram Khatchatourian
- Sonate pour piano nº 11 de Mozart
- Concerto pour cor no 4  de Mozart
- Troïka, extrait de Lieutenant Kijé de Sergueï Prokofiev
- Montagues and Capulets, extrait de Roméo et Juliette de Sergueï Prokofiev
- Procession des nobles de Nikolaï Rimski-Korsakov
- Marche de Radetzky de Johann Strauss
- Pizzicato Polka de Johann Strauss II
- Marche persane, op. 289 de Johann Strauss II
- Marche égyptienne de Johann Strauss II
- Tritsch-Tratsch-Polka de Johann Strauss II
- Grande Marche, extraite d'Aida de Giuseppe Verdi